# Transanale Hämorrhoidal-Arterien-Ligatur
Die Transanale Hämorrhoidal-Arterien-Ligatur (THD, engl. Transanal Hemorrhoidal Dearterialization) ist eine minimalinvasive Methode, die zur Behandlung von Hämorrhoiden 2. bis 3. und zuweilen 4. Grades angewendet wird und Symptome wie Blutungen, Blutstauungen und Ödeme, die aufgrund zu starker Blutversorgung der Hämorrhoiden auftreten, lindert.

## Geschichte
Bei der THD-Methode handelt es sich um eine Weiterentwicklung der von Kazumasa Morinaga entwickelten Hämorrhoidal-Arterien-Ligatur. Morinaga veröffentlichte 1995 eine wissenschaftliche Arbeit, in der die an Hunderten von Hämorrhoiden-Patienten erzielten positiven Ergebnisse geschildert werden. Diese Patienten waren mit einer Technik operiert worden, bei der die Endäste der die Hämorrhoiden versorgenden Arterien abgebunden wurden. Die mit einer auf einem Proktoskop applizierten Dopplersonde georteten Adern wurden mit einer Ligatur versehen, die über ein Fenster im Proktoskop vor der Dopplersonde angebracht wird. 
Die Weiterentwicklung der THD-Methode besteht darin, dass die dopplergesteuerte Hämorrhoiden-Desarterialisation mit einer Raffung des vorgefallenen Schleimhaut- und Hämorrhoidengewebes, das zu den typischen Symptomen der fortgeschrittenen Krankheitsstadien (III. bis IV. Grad) gehört, kombiniert wurde.

## Durchführung
In diesem chirurgischen Verfahren wird ein Proktoskop mit einer Dopplersonde sowie einem Fenster an dessen Spitze in das Rektum eingeführt. Sobald ein Ast der oberen Hämorrhoidalarterie mit Hilfe der Dopplersonde geortet wurde, wird dieser durch das Fenster mit einem Faden, der die Arterie zweimal umschlingt, abgebunden. Danach wird das Fenster weiter geöffnet (der obere Teil des Proktoskops ist ausziebar), sodass ein ggf. vorhandener Vorfall durch die Öffnung des Proktoskops gesichtet werden kann. Mit demselben Nahtmaterial, das zum Abbinden der Arterie verwendet wurde, wird nun das vorgefallene Gewebe mit Hilfe einiger Schlaufen erfasst und nach oben gerafft. Dabei wird zwei Zentimeter vor der Linea dentata Halt gemacht, sodass das geraffte Gewebe im schmerzunempfindlichen Bereich über der Linie befestigt und ein Lifting der prolabierten Schleimhaut erzielt wird. 
Dieser Vorgang wird an allen sechs Ästen der oberen Hämorrhoidalarterie wiederholt, wodurch Blutandrang und Blutungen der Hämorrhoidalpolster abklingen sowie der Vorfall von Schleimhäuten und Hämorrhoiden verkleinert wird.

## Postoperativer Verlauf
Da bei korrekter Ausführung des Eingriffs oberhalb der Sägezahnlinie weder ins Gewebe geschnitten noch dieses entfernt wird, ist der postoperative Schmerz gering bzw. bleibt ganz aus. Komplikationen treten nur selten, in eingeschränktem Maße auf und lassen sich leicht lösen (Harnretention, Hämatome, Blutungen, Thrombosen). Dadurch wird es möglich, diese Operation auch als Ein-Tageseingriff mit jeder Art von Narkose und bei geringeren Graden (II. bis III. Grad) auch ambulant mit lokaler Betäubung durchzuführen. 
Bei Eingriffen an Hämorrhoiden höheren Grads (III.–IV.) kann es zu Stuhlzwang kommen, der jedoch rasch wieder verschwindet, im Laufe von ca. 48 Stunden kann der Patient zu seiner gewöhnlichen Tätigkeit zurückkehren. 
Besondere medizinische Behandlungen sind nicht erforderlich, es empfiehlt sich jedoch, eine flüssigkeits- (2 Liter pro Tag) und ballaststoffreiche Diät einzuhalten, um den Abgang weichen Stuhlgangs zu fördern und den traumatischen Durchgang harter Stuhlknollen durch den Anuskanal zu vermeiden. So ist die Annahme einer ballaststoffreichen Ernährung mit Obst, Gemüse und Vollkornprodukten und ohne reizende Einheiten wie Gewürze, frittierte Lebensmittel und Alkohol der erste Schritt, leichteren Fällen von Hämorrhoidalleiden in den frühen Stadien entgegenzutreten.

## Vor- und Nachteile
Da die THD-Methode zur minimalinvasiven Chirurgie gehört, kann diese ebenso bei Patienten mit stark schwächenden Pathologien, bei Inkontinenz des Schließmuskels oder nach Operationen mit anderen Methoden zum Einsatz kommen. Das Verfahren ist nahezu schmerzfrei, da keine Gewebeentnahmen erfolgen und die Naht oberhalb der ''Linea dentata'' gesetzt wird (wo sich keine empfindlichen Nervenenden befinden). Da der normale anatomische Zustand der betroffenen Bereiche nach einigen Monaten wieder hergestellt ist, können weitere Eingriffe am Analkanal und Rektum ausgeführt werden, bzw. der Patient kann seine normalen Lebensgewohnheiten wieder aufnehmen.
Studien zufolge traten nach einer Operation nur in 10 % der Fälle Hämorrhoidalleiden erneut auf (Rezidive).